# Projecció tèrmica
La projecció tèrmica  és una tècnica utilitzada en la fabricació de components que consisteix a projectar petites partícules foses que s'uneixen mecànicament a una superfície a tractar. L'objectiu és proveir un tractament superficial a les peces que estaran sotmeses a condicions extremes de fregament, desgast, calor i/o esforços mecànics.
El seu ús és molt habitual en diferents components de la indústria de l'automòbil (vàlvules), aeronàutica (motors de turbina), turbines de gas (ins), impremta (cilindres) i medicina (implants).
En alguns països de Sud-amèrica la projecció tèrmica és coneguda com a Termospray d'aquesta manera terme una adaptació literal del nom de la tecnologia en anglès  (thermal spray) 

## Procediments
Existeixen diferents procediments de projecció:
- Projecció amb flama (metal·lització)
- Projecció per plasma
- Projecció tèrmica HVOF (High Velocity Oxy-Fuel)

## Splat
El splat és el terme pel qual es coneix a les gotes de líquid fos o semi-fos que solidifiquen i conformen els recobriments per projecció tèrmica o termoarruixat. El seu nom prové de l'anglès i es refereix al soroll que fa un líquid a l'impactar amb un altre líquid o sòlid (similar a  splash ). Des del punt de vista científic l'estudi del splat és clau per entendre la qualitat dels recobriments per ruixat tèrmic. Els splat tenen la característica que com la seva grandària (100-100 micròmetres) és molt menor al del substrat, solidifiquen a velocitats de l'ordre 10  9  ° C/seg. Aquest fenomen és conegut com a solidificació ràpida i resulta en propietats substancialment diferents de les dels materials comuns. Per exemple la mida de gra sol ser menor (en l'ordre dels centenars de nanòmetres) i les estructures moleculars del material solen ser metaestables. El nivell de "aixafament" d'un splat és un indicador de la quantitat d'energia tèrmica i cinètica de la partícula en el moment d'impacte. La morfologia d'un splat també depèn de la temperatura del substrat i els mecanismes de solidificació tenen implicacions en la quantitat d'esforços residuals presents en el recobriment 